# 清原明彦
清原 明彦 (きよはら あきひこ、英: Akihiko Kiyohara、1946年2月26日 - ) は、兵庫県神戸市出身の元モーターサイクル・ロードレーサー、川崎重工業オートバイテストライダー。「キヨさん」や「ミスターカワサキ」の愛称で知られる。
プロショップKIYO (現・カワサキ PLAZA神戸兵庫) 代表取締役社長。

## 経歴
1961年(昭和36年)に15歳で川崎航空機（後の川崎重工業）に入社。オートバイ製造の養成工となる。3年の養成期間後は量産工場へ配属されるのが既定路線だったが、自らテストライダーを志願し「テストライダーになれなかったらカワサキを辞める」と直訴し1964年に養成工出身のテストライダーとなった。オフロード車もテストし評価・開発に従事、モトクロスレースに出場し連勝するなど、テストライダー陣のチーフ格となっていった。清原が開発した車種には「A1 - A7」「H1 / H2 (マッハ)」「Z1 / Z2」をはじめ、後年まで名車と言われるものが多く存在する。
それまでも社員ライダーとしてモトクロスとロードレースに出場し、1967年鈴鹿6時間耐久レース優勝や、1975年鈴鹿200マイルレース優勝などの好成績を残していたが、1976年よりロードレースに参戦するカワサキのワークスライダーとして契約し再出発となる。
しかし、第1次オイルショックの影響による二輪車売り上げの落ち込みが尾を引いたことで、KR750の開発にストップがかかるなどカワサキの技術部門は予算的な制約が増えレース参戦に積極的ではなくなり、同年の清原が参戦したのは全日本選手権の1戦だけとなり、希望していたアメリカAMAやヨーロッパWGPへの遠征もなくなった。この頃はレースに出たいという一心であり、社内の各方面に自ら陳情して回るも良い反応は少なく、結局量産車テストが主な任務となるなど辛い状況となった。

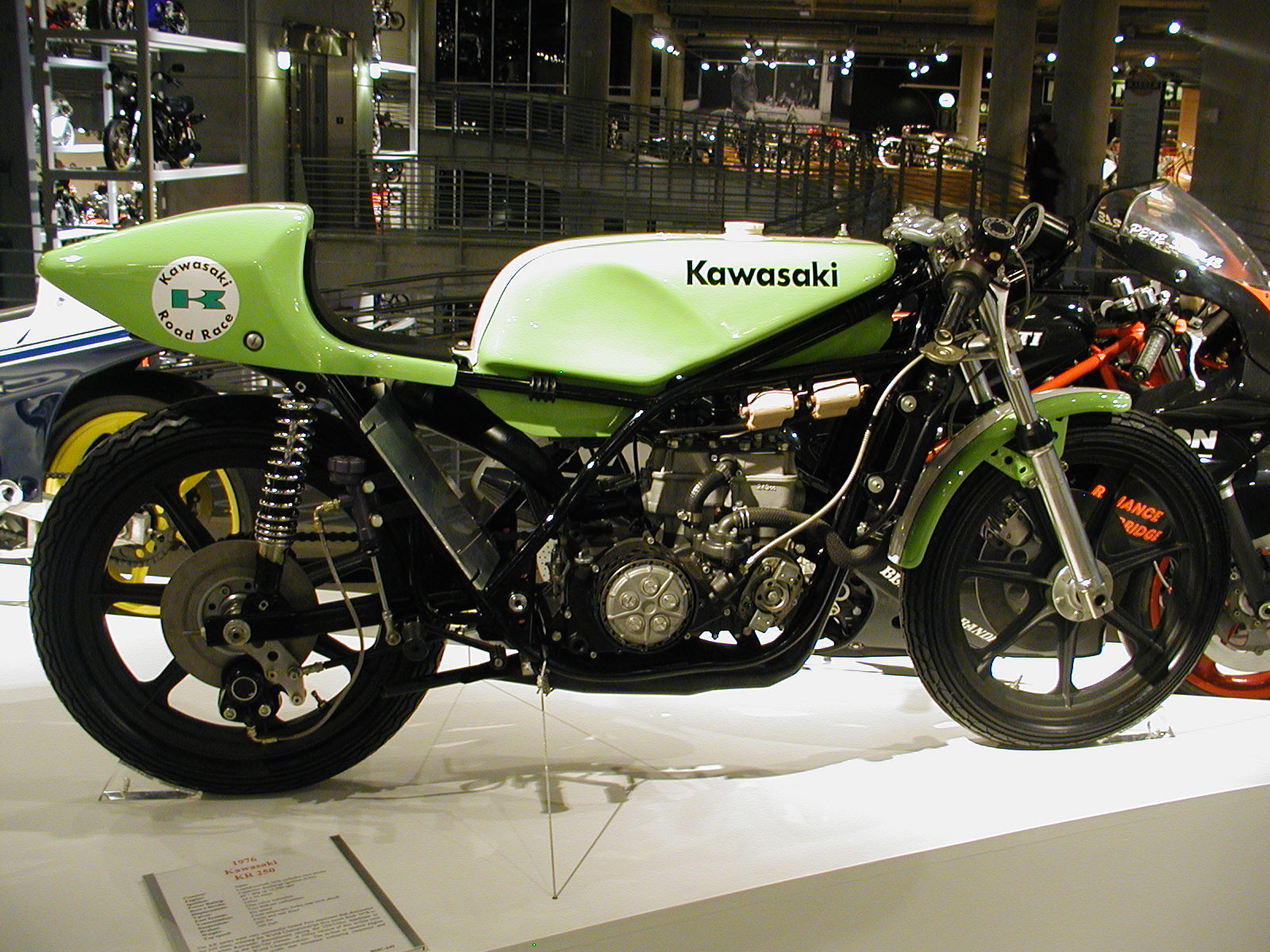
カワサキ・KR250

1977年、KR250でロードレース世界選手権（WGP）へスポット参戦が実現する。和田将宏と交互にグランプリ数戦に参戦し、ヨーロッパの実戦におけるKR250の評価を会社側に報告するという任務であった。ドイツグランプリ250ccでは、初めて走るホッケンハイムリンクだったが、後に世界王者となるフランコ・ウンチーニ（イタリア）やクリスチャン・サロン（フランス）、コーク・バリントン（南アフリカ）ら強豪を抑え、KR250でポールポジションを獲得した。決勝レースも制覇できるレベルであったが、雨が降ったことでウェット路面のレースが好きなサロンに最終ラップで抜かれ、2位に留まった（3位はウンチーニ）。カワサキのレースチームは、清原にレース中の情報を出すためのピットサインボードを忘れたという単純なミスのため、清原は残り周回数がわからなくなっていたのが最終周で抜かれる原因であり、遠征から帰国後に「アホがおったら勝てるもんも勝てんわ」と発言した記事が雑誌に載ったため会社（カワサキ）からしばらくレース出場を自粛させられたという後日談がある。

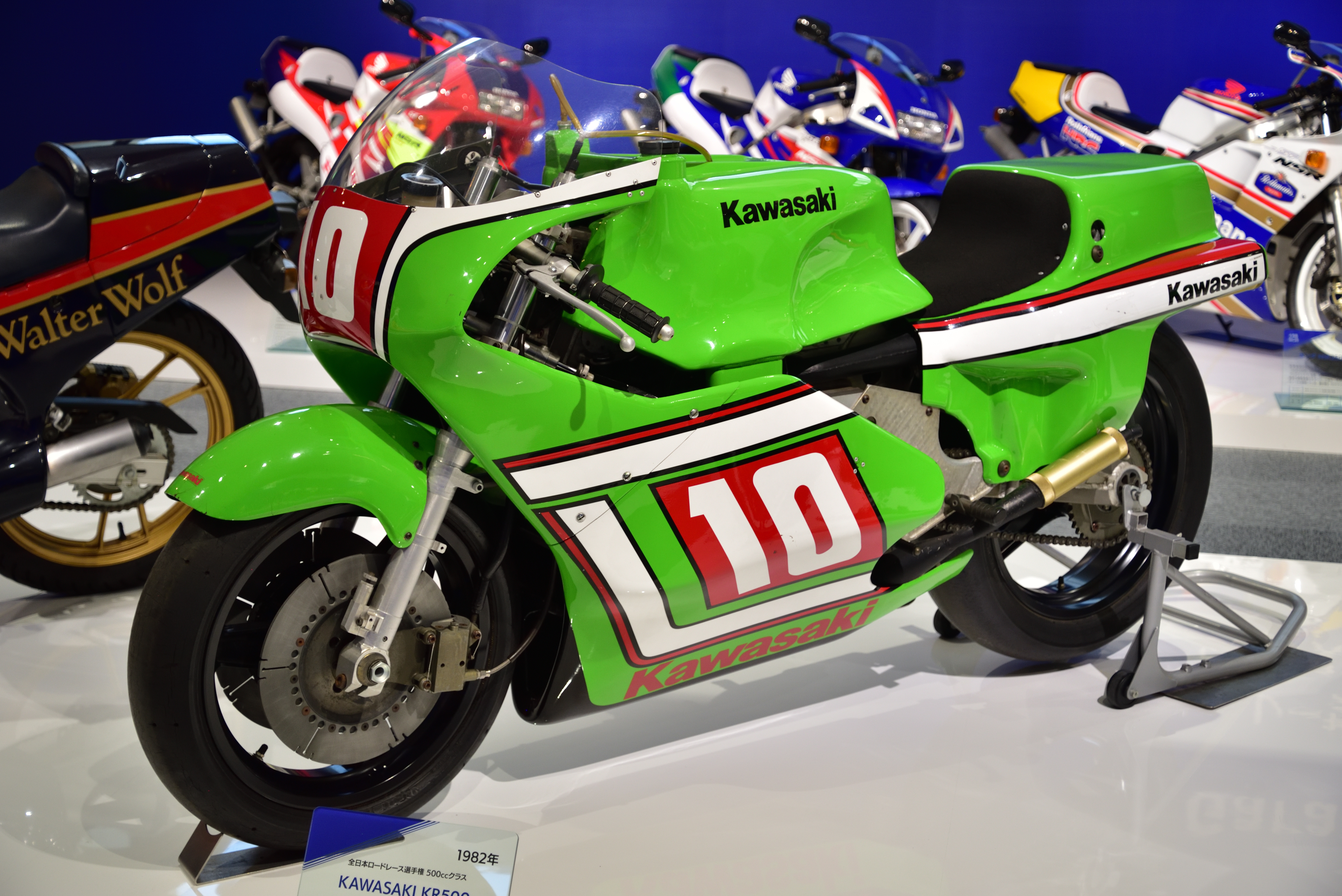
カワサキ・KR500（1982年）

1982年にカワサキを退社。兵庫県神戸市兵庫区の国道2号沿いに「プロショップ KIYO」（現・カワサキ プラザ神戸兵庫）を創業。時期を同じくして、カワサキは1982年シーズンでWGPへのワークス参戦を休止し、世界耐久選手権でのワークス活動も1983年を最後に縮小する方針に向かう。
1983年7月の鈴鹿8時間耐久ロードレースでは、予選でカワサキ・フランスチームのジェラルド・コードレイが転倒し負傷、決勝への出場が不可能になったため、その代わりに急遽清原がジャック・コルヌーとコンビを組むことになった。このフランスチームは世界耐久選手権シリーズのタイトル争いをしていたが、清原はそのランキングの事情を聞かされておらず、加えて、非常に長身のコルヌーと小柄な清原のマシンセッティングをどう合わせるかなど難しい面もあった。迎えた決勝ではコルヌーが序盤からトップを走行するも、マシン（KZ1000J）に不具合が出てピットイン。交代した清原はS字コーナーで転倒を喫し、再スタートすることが出来ずそのままリタイヤとなった。ノーポイントとなったコルヌーは結果的に同年の世界タイトルを逃すことになり、清原は「コルヌーに悪いことした。ランキングは知らなかったんや…」と述べ、苦い思いをすることとなった。1985年の取材では、日本のロードレース界の現状を見て、「今の若いやつの走りは安定志向の走りやな。今はみんな賢いからリスクのわりに儲けが少ないしむちゃせえへんのやろ。でもな、もっと凄味のあるレースをせんと、スピード感もスリルも全然なくてお客が来なくなるで。むかしの隅谷守男さんと和田さんの戦いのようなプロらしい激戦をもっと見せてほしい。」とロードレース界を案じる発言をしたうえで、八代俊二、喜多祥介、三浦昇の名を挙げて「若い奴の中で年寄り連中を負かすことが出来るのはそれぐらいだな」と高く評した。
ワークス参戦を休止したカワサキは1987年シーズンよりチーム・グリーンが全日本TT-F1クラスでの活動を徐々に活発化し始め、同年終盤のTBCビッグロードレースでは弟子的な存在である宗和孝宏が表彰台を獲得するなど、カワサキのレース活動に復活の動きがみられている中、1988年に42歳となった清原はレーサー引退を表明。引退レースとなった同年9月11日の全日本ロードレース選手権第10戦・鈴鹿のTT-F1クラスをZXR-7で17位完走。家族が見守る中で引退セレモニーが行われ、ライダーを代表して平忠彦が花束を贈呈し感謝を伝えた。

## 人物
- 乗用車はポルシェが好きで、所有もしている[11]。
- 長年の功績から「関西二輪界のレジェンド」と称され、見た目や話し方も「関西のその筋の人」のような毒舌家の一面を持つが[12]、いたって気さくな「おっさん」として話しやすい人柄で知られる。6歳後輩である片山敬済は、「キヨさんは大先輩だけど、いつも同期のように接してくれる。先輩後輩でもあり、戦友でもあるという信頼できる貴重なご縁」とその親しみやすさを述べている[13]。
- 後にカワサキワークス入りする宗和孝宏は、学校を中退後に清原のショップ「KIYO」でアルバイトをしていた。宗和は「恩人であり師匠」と公言している[14]。
- ミスター・カワサキの異名は次世代の若いライダーにも伝わっており、それまでヤマハのワークスライダーとして長く戦っていた中野真矢が2004年にカワサキワークスへの移籍を決めた時、「そのメーカーの歴史を作った方へのリスペクトが必要と考え、話を聞くべきだと思った」として最初に連絡をしたのが清原だった。中野は2009年に引退後、「ヤマハとホンダでも走らせていただいたが、僕のレースキャリアの頂点はカワサキ時代で、誇りに思っています。」とも述べている[2]。

## 関連書籍
- 異色のライダー 清原明彦物語 (1986年、グランプリ出版)

## レース戦歴

### 全日本ロードレース選手権
| 年     | チーム                         | マシン           | クラス | 1       | 2      | 3     | 4      | 5   | 6   | 7      | 8      | 9     | 10  | 順位 | ポイント |
| ------ | ------------------------------ | ---------------- | ------ | ------- | ------ | ----- | ------ | --- | --- | ------ | ------ | ----- | --- | ---- | -------- |
| 1975年 | 神戸スーパースポーツレーシング | カワサキ・KR750  | 750cc  | TSU 1‡  | SUZ    | SUZ   | TSU 1‡ | SUZ | SUG | SUZ 1‡ | TSU 1‡ | SUZ   |     | -    | -        |
| 1976年 | 神戸スーパースポーツレーシング | カワサキ・KR750  | 750cc  | SUZ     | TSU 1‡ | SUZ   | SUZ    | TSU | SUG | SUZ    | SUG    | TSU   | SUZ | -    | -        |
| 1977年 | 神戸スーパースポーツレーシング | カワサキ・KR250  | 350cc  | SUZ 4‡  | TSU    | SUZ   | SUZ    | SUG | SUZ | SUZ    |        |       |     | -    | -        |
| 1982年 | Team KIYO                      | カワサキ・KR500  | 500cc  | SUZ     | TSU    | SUZ   | SUG    | SUZ | TSU | TSU    | SUG    | SUZ C |     | NC   | 0        |
| 1983年 | Team KIYO                      | カワサキ・KR1000 | TT-F1  | SUZ Ret | SUZ 2  | SUZ 1 | SUZ 5  |     |     |        |        |       |     | 2位  | 36       |
| 1988年 | K.R.T                          | カワサキ・ZXR-7  | TT-F1  | SUZ     | SUZ    | SUG   | SUZ 17 | SUG | TSU |        |        |       |     | NC   | 0        |

- 太字はポールポジション、斜字はファステストラップ
- ‡ポイント対象外のフォーミュラ・リブレ（改造自由 / プロトタイプ、ファクトリーマシン）。

### ロードレース世界選手権
1969年から1987年までのポイントシステム
| 順位     | 1  | 2  | 3  | 4 | 5 | 6 | 7 | 8 | 9 | 10 |
| ポイント | 15 | 12 | 10 | 8 | 6 | 5 | 4 | 3 | 2 | 1  |

| 年     | クラス | チーム   | 車両  | 1   | 2     | 3       | 4     | 5       | 6   | 7   | 8   | 9   | 10  | 11  | 12  | 順位 | ポイント |
| ------ | ------ | -------- | ----- | --- | ----- | ------- | ----- | ------- | --- | --- | --- | --- | --- | --- | --- | ---- | -------- |
| 1977年 | 250cc  | カワサキ | KR250 | VEN | GER 2 | ITA Ret | ESP 9 | FRA Ret | YUG | NED | BEL | SWE | FIN | CZE | GBR | 17位 | 14       |

- 太字はポールポジション、斜字はファステストラップ

### 鈴鹿8時間耐久ロードレース
| 年   | チーム             | ペアライダー       | 車番 | マシン            | 予選順位 | 決勝順位 | 周回数 |
| ---- | ------------------ | ------------------ | ---- | ----------------- | -------- | -------- | ------ |
| 1978 | チームカワサキ     | 和田将宏           | 18   | カワサキ・KR350   | 5位      | 28位     | 131    |
| 1979 | チームカワサキ     | 和田将宏           | 10   | カワサキ・KZ1000  | 10位     | Ret      | 68     |
| 1980 | チームカワサキ     | 徳野政樹           | 12   | カワサキ・Z1      | 10位     | 7位      | 193    |
| 1983 | カワサキ・フランス | ジャック・コルヌー | 1    | カワサキ・KZ1000J | 2位      | Ret      | 73     |